# فرانتيسيك بيندر
فرانتيسيك بيندر (بالتشيكية: František Binder)‏ هو جندي تشيكي، ولد في 22 أكتوبر 1914 في Hojná Voda ‏ في التشيك، وتوفي في 4 مارس 1942 في Wretham ‏ في المملكة المتحدة بسبب قتل في المعركة.